# 陳韶遠
陳韶遠（Chan Siu Yuen，1987年11月2日—），香港職業足球員，可擔任中堅、防守中場位置，現時效力香港甲組聯賽球隊公民。2023年已移民去英國。

## 球員生涯
2009年，陳韶遠曾參加香港舉行的2009年東亞運動會。他在2010年再度入選香港亞運代表隊參加2010年亞洲運動會。
2023年，已移民英國的陳韶遠加盟由當地港人在曼徹斯特建立的低組別聯賽球會Konger FC。

## 榮譽
香港隊
- 2009年東亞運動會足球項目金牌

## 外部連結
- 香港足球總會網站球員資料 （页面存档备份，存于）
- 四海流浪足球隊網頁